# Lascours
Pour l’article homonyme, voir Cruviers-Lascours.
Lascours est un hameau des Bouches-du-Rhône situé au pied du Garlaban et dépendant de la commune de Roquevaire.
Lascours est à une altitude de 240 m.

## Toponymie
Lascours se nomme Lescou en provençal.

## Histoire
Un habitat dit Oppidum de Lascours daté entre 3.000 et 8.000 av. J.-C. est identifié.

## Arts et littérature
Lascours a été pendant de nombreuses années le lieu de résidence du poète et conteur provençal Denis Constans. Le village a été à partir de 1982 le point de rencontre du groupe de poètes et d’artistes Les Cahiers de Garlaban qui y ont animé plusieurs soirées de poésie et de chanson.

## Galerie

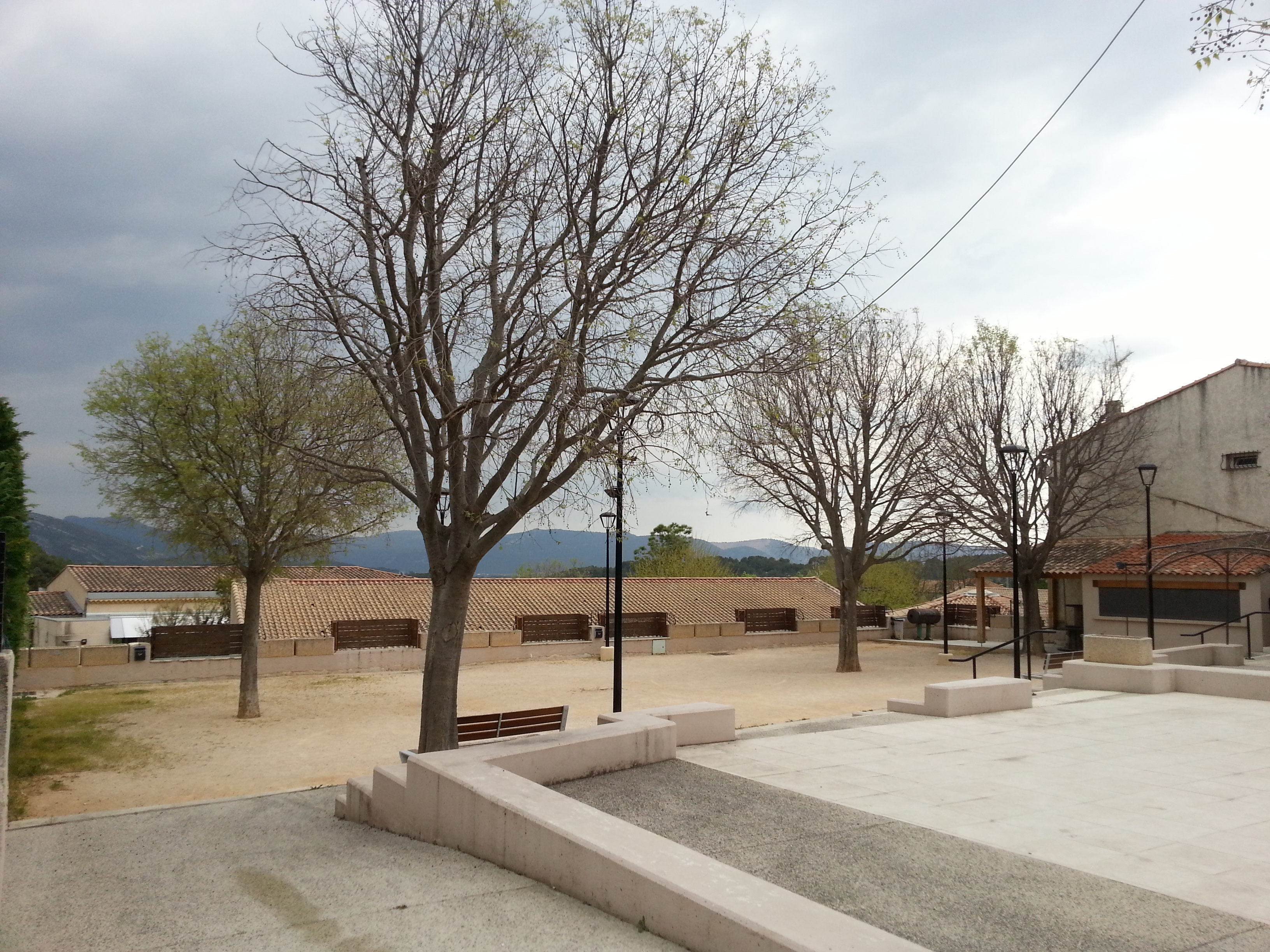
Le Cours.
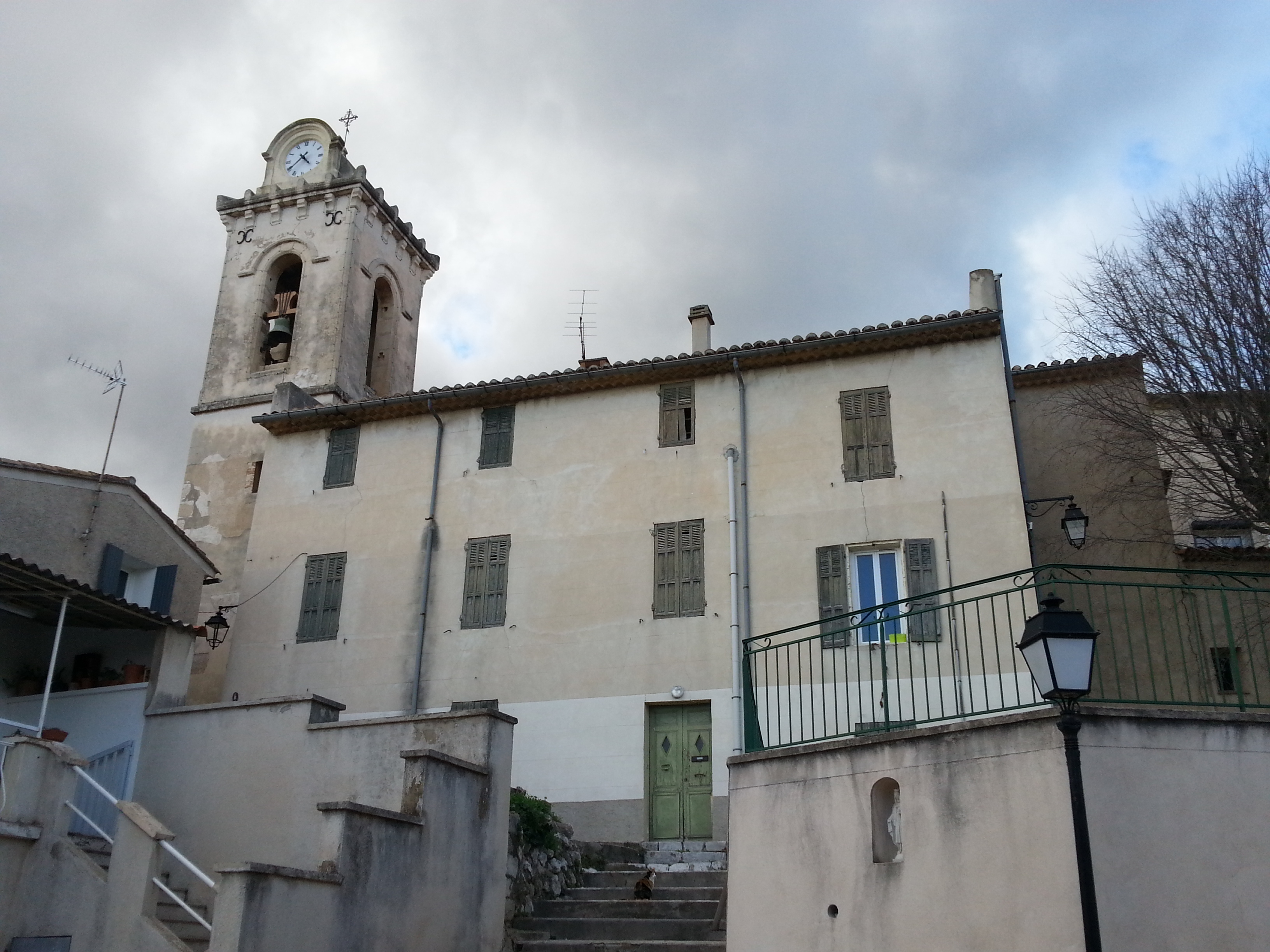
Le presbytère près de l'église.
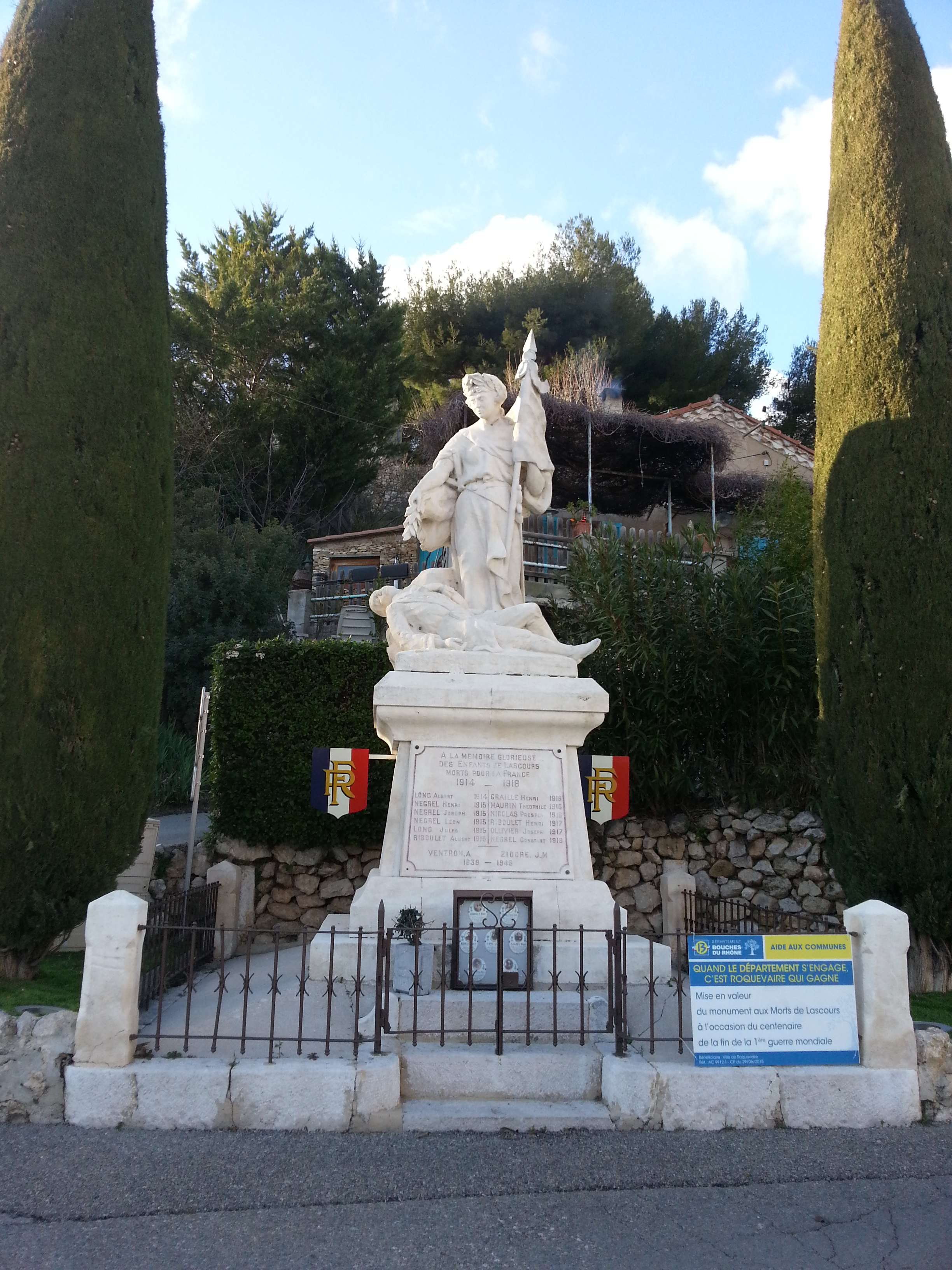
Le monument aux morts.